# 바바르 373

바바르 373

바바르 373 미사일은 이란이 개발 중인 러시아 S-300 지대공 미사일 시스템이다. 이란판 패트리어트 미사일이다.

## 역사
러시아의 S-300 수출이 금지된 이후, 2010년 이란은 독자적으로 바바르 미사일을 개발하겠다고 발표했다. 2012년 30%가 진행되었으며, 2013년에 개발이 완료될 것이라고 한다. 한국이 1992년 삼성물산이 모스크바에서 S-300을 계약하고, 20년 만인 2011년 천궁 미사일 독자개발을 완료한 것에 비하면, 불과 3년 만에 독자개발하는 것으로, 매우 빠르다.
러시아는 미국에 의해 공식적인 무기수출이 막힐 경우, 비공식적으로 무기수출을 하는 나라로 유명하다. 국산의 독자개발을 기술지원하는 형식으로 수출하고서, 수출이 아니라 엄연히 해당국의 국산 개발일 뿐이라고 발뺌한다. 무기수출시 기술이전은 원칙적으로 금지되는 미국과 달리 러시아나 기타 국가들은 미국과 같은 가격에 100% 기술이전을 하며, 국산품의 수출도 허락하는 방식으로 수출한다. 그렇게 해도 미국 제품과 수출 입찰 경쟁에서 자주 진다. 미국은 기술이전은 금지하고 고가의 정책을 유지하는 대신, 유사시 강력한 군수지원과 우방국 대우라는 서비스를 제공한다.
S-300은 1991년 걸프전에서 전세계에 크게 광고를 하여 베스트셀러가 된 미국의 패트리어트 미사일보다 고성능에 가격은 3배 싸다는 러시아의 MD 미사일이다.

## 미래
중국은 러시아 S-300을 1997년 HQ-9라는 이름으로 독자개발했다. 그리고 HQ-9의 AESA 레이다와 미사일을 트럭이 아닌 구축함에 장착해, 6년 뒤인 2003년 중국 최초의 국산 이지스함인 란저우급 구축함을 건조했다. 따라서, 이란도 곧 국산 이지스함을 건조하게 될 것으로 보인다.

## 구조
1대의 트럭에 4발의 수직발사대가 장착되며, 콜드 런치 방식으로 발사된다.